# Ib Storm Larsen
Ib Storm Larsen   (Faaborg, 28 de setembre de 1925 - Algarve, 4 de gener de 1991) fou un remer danès que va competir durant la dècada de 1940.
El 1948 va prendre part en els Jocs Olímpics de Londres, on guanyà la medalla de plata en la prova del quatre sense timoner del programa de rem. Formà equip amb Helge Halkjær, Aksel Bonde Hansen i Helge Schrøder.